# Greta Blomqvist
Greta Alice Blomqvist, född den 20 april 1939 i Purmo i Pedersöre kommun i Svenska Österbotten i Finland, är en finländsk författare. Hon  skriver sina verk på svenska.
Greta Blomqvist, som föddes i en jordbrukarfamilj, flyttade hemifrån vid 16-årsåldern och utbildade sig till mejerist. Hon arbetade på Esse mejeri i Pedersöre kommun fram till 1964. Hon debuterade med diktsamlingen Folket från norr år 1985.
Hon var under flera år medlem av styrelsen för Författarnas andelslag och Svenska Österbottens litteraturförening..